# Louis Albert Bacler d'Albe
Louis Albert Guislain Bacler d'Albe (Saint-Pol-sur-Ternoise, 21 ottobre 1761 – Sèvres, 12 settembre 1824) è stato un generale, cartografo e pittore francese.

## Biografia
Fu uno dei più stretti collaboratori di Napoleone Bonaparte, che conobbe durante l'assedio di Tolone nel 1793, ed uno dei suoi consiglieri più fidati per le decisioni strategiche militari più importanti. Dal 1799 al 1814 fu a # capo del Dépôt de la Guerre, il servizio topografico personale di Napoleone, che lavorava spesso con lui nella sua tenda da campo.
Sempre al fianco di Napoleone dal 1796, fu promosso Colonnello nel 1807 e Generale di brigata nel 1813. Gli fu conferito il titolo di Barone dell'Impero francese nel 1810.
Esperto geografo, Bacler d'Albe è considerato uno dei maggiori cartografi del suo tempo. Perfezionò la rappresentazione del rilievo attraverso giochi d'ombra e realizzò le prime carte topografiche omogenee d'Italia e una grande carta dell'Europa (quest'ultima un esemplare unico detto « Carte de l'empereur », perduto durante la ritirata di Russia).
Come artista fu un innovatore del genere della pittura di battaglie, riuscendo a combinare un'ampia veduta d'insieme topografica con la precisione dei dettagli umani. Tra i pittori che seguirono il suo stile vi furono Giuseppe Pietro Bagetti e Louis-François Lejeune. Durante la Campagna d'Italia 1796-1797 realizzò a Milano uno dei primi ritratti di Napoleone Bonaparte.
Fu anche un ottimo incisore, autore di numerose vedute della Savoia e di luoghi attraversati durante le campagne militari.